# Treilles-en-Gâtinais
Treilles-en-Gâtinais is een gemeente in het Franse departement Loiret (regio Centre-Val de Loire) en telt 273 inwoners (1999). De plaats maakt deel uit van het arrondissement Montargis.

## Geografie
De oppervlakte van Treilles-en-Gâtinais bedraagt 13,8 km², de bevolkingsdichtheid is 19,8 inwoners per km².
De onderstaande kaart toont de ligging van Treilles-en-Gâtinais met de belangrijkste infrastructuur en aangrenzende gemeenten.

## Demografie
Onderstaande figuur toont het verloop van het inwonertal (bron: INSEE-tellingen).

1. ↑  Populations de référence 2022.